# Янош Корвин
Янош Корвин (венг. Corvin János; 2 апреля 1473 года — 12 октября 1504 года) — князь Опавский (1485—1501), Глогувский и Сцинавский (1488—1490) в Силезии, незаконнорожденный сын короля Венгрии Матьяша I и Барбары Эдельпек (хотя существуют неподтверждённые теории, что он мог быть сыном второй жены Матьяша I Беатрисы).

## Ранние годы

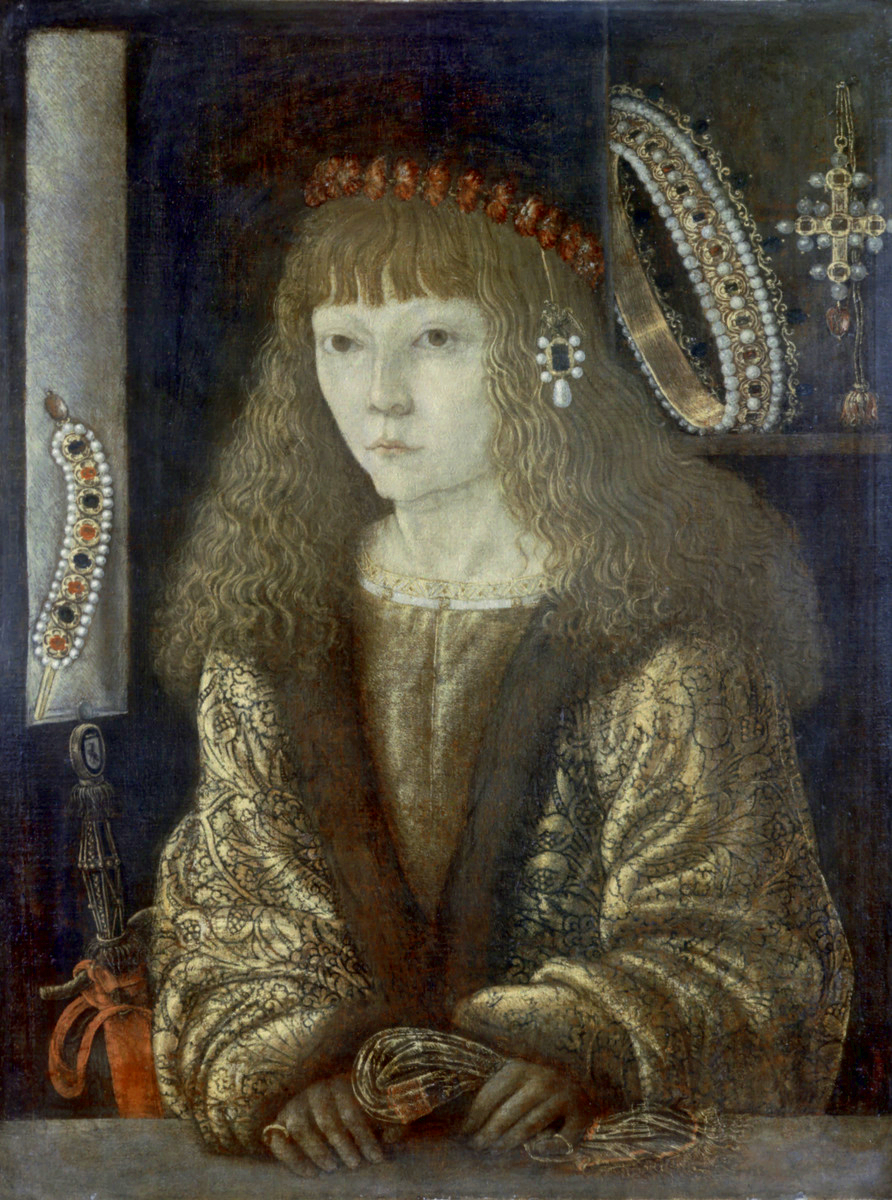
Молодой Янош Корвин в 1486 г. (Бальдассаре д'Эсте)

Янош Корвин родился в Буде и получил свою фамилию по ворону на отцовском геральдическом щите (лат: ворон — corvus). Изначально Матьяш предполагал, что сын станет священником. Но когда его надежды на законных детей от его жены Беатрисы Арагонской не оправдались, он решил назначить наследником молодого Яноша. Он одарил его титулами и деньгами, сделав самым богатым вельможей в государстве. Король официально объявил Яноша своим преемником, пожаловал ему в 1485 году титул князя и обширные владения в Силезии (Опавское княжество в 1485 году, Глогувское княжество и половина Сцинавского княжества в 1488 году). Также Матьяш привёл к присяге на верность Яношу комендантов всех крепостей королевства и даже попытался организовать для него брак с Бьянкой Марией Сфорца, но это не удалось сделать из-за противодействия со стороны королевы Беатрисы. Матьяш планировал устроить признание Яноша принцем со стороны Императора Священной Римской империи Фридриха III в обмен на отказ от всех или части завоёванных наследственных владений дома Габсбургов. Однако внезапная смерть императора оставила этот вопрос неразрешённым, и молодой принц оказался один в окружении врагов.

## После смерти Матьяша
После смерти отца неопытному и нерешительному принцу быстро навязали[кто?] свои условия. Сначала он был вынужден отказаться от претензий на трон, в качестве компенсации ему отдавали[кто?] корону Боснии. Его заставили[кто?] отказаться от всех южных территорий, которые ему доверил Матьяш. Его войска на этих территориях были очень быстро рассеяны.
15 июля 1490 года королём избирается Владислав II Ягеллон (Уласло II), сын короля польского и великого князя литовского Казимира IV, который вскоре отобрал у Яноша его силезские владения и в следующем году передал своему брату Яну Ольбрахту. Янош пытался протестовать, но его мятеж был быстро подавлен, и он поспешил присягнуть Владиславу, чтобы сохранить какую-то часть своих владений. Он был признан князем Славонским и Опавским, но вынужден был отказаться от обоих титулов через несколько лет. Во время нападения на Венгрию императора Максимилиана I, он выказал поддержку королю Владиславу, передав в его управление три важные крепости: Прессбург (сейчас — Братислава), Комарон и Тата, которыми он владел по завещанию отца. При этом, при поддержке высших сановников, в том числе палатина Венгрии Иштвана Запольяи, Янош Корвин стал настаивать на сохранении всех оставшихся у него владений. Это вовлекло его в целую серию дорогостоящих судебных процессов и настроило против него короля Владислава.
В 1496 году Янош Корвин женился на богатой наследнице Беатрисе Франкопан, дочери крупного хорватского магната Бернардина Франкопана. В связи с этим его положение упрочилось. В 1498 году он был назначен бессрочным баном Хорватии и Славонии. С 1499 по 1502 годы он успешно защищал Боснию от нападений турок. Янош Корвин пытался добиться титула палатина, но сторонники королевы Беатрисы не допустили этого. Он умер в Крапине 12 октября 1504 года.

## Семья
От брака с Беатрисой Франкопан (1480 — ок. 27 марта 1510) Янош Корвин имел двух сыновей и дочь:
- Елизавета (1496—1508)
- Кристоф (1499—1505)
- Матьяш (1504—1505)

Дети Яноша Корвина умерли вскоре после его смерти, предположительно, они были отравлены. 